# Сражение при Малешове
Сражение при Малешове (чеш. Bitva u Malešova) — сражение между таборитами и чашниками, произошедшее 7 июня 1424 года во время Гуситских войн недалеко от крепости Малешов, примерно в 6 километрах от Кутной Горы. 
В 1423 году между гуситами разгорелась гражданская война. Ян Жижка сформировал новый военный союз, так называемых оребитов, основу которого составляли четыре города (кроме Градца-Кралове также Яромерж, Двур-Кралове и Часлав) и небольшая постоянная полевая армия. В середине октября того же года пражане создали из представителей умеренного чашницкого и католического дворянства свой союз. Всю вторую половину 1423 года и первую половину 1424-го между обоими союзами гуситов шли бои с переменным успехом.
В начале мая 1424 года Ян Жижка двинулся со своими войсками в Пльзеньский край. Здесь к оребитам присоединился небольшой отряд таборитов во главе с Яном Гвездой. Противники Жижки смогли собрать большие силы, так как к чашникам присоединились католические отряды  из Пльзеньского ландфрида.
Под давлением превосходящих сил противника Жижка вынужден был отступить. В Костельце на Лабе он был окружён врагами. Но Жижка обманул противника. Ночью он неожиданно вывел свои войска из Костельца, переправился через Лабу и ушёл в направлении к Старой Болеславе. Оттуда он повернул на юго-восток, прошёл мимо Колина и Кутной Горы и вблизи Малешова стал укреплённым лагерем.
Основным тактическим замыслом Жижки было устранение численного превосходства противника. Для этой цели он использовал особенности местности. Жижка построил свои войска на холме, выходящем на дорогу в долине, по которой шли чашники. В центре своего войска гетман поставил многочисленные повозки, наполненные камнями. По обе стороны от повозок с камнями выстроились около 300 других повозок, но не в типичном оборонительном порядке, а так, чтобы иметь возможность продвигаться вперед. На обоих крыльях армии Жижки стояла конница общей численностью 500 солдат. Пехота (около 7000 солдат) располагалась вместе с повозками. 

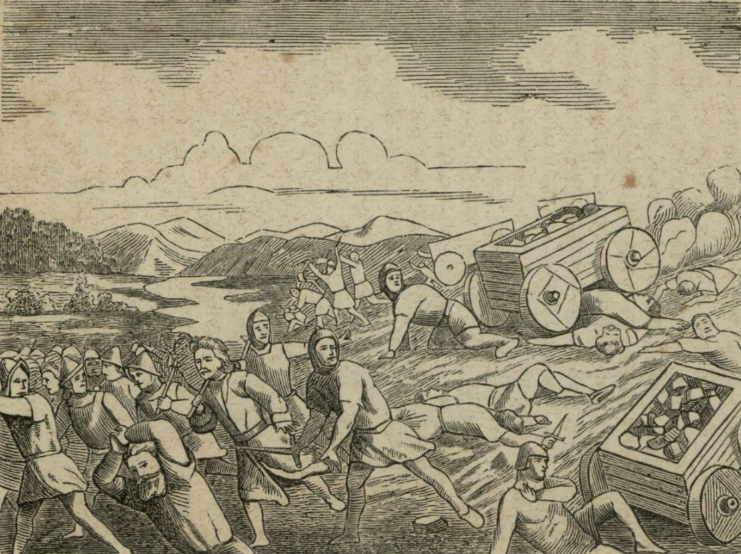
Эпизод сражения. Рисунок

Чашники, превосходившие по численности оребитов и таборитов, начали готовиться к бою. Жижка подождал, пока половина их армии выстроится и двинулась вперед. Когда это произошло, он приказал своей пехоте подтолкнуть сверху повозки с камнями к центру противника, причем эти действия сопровождались огнем пушек. Приведенные в замешательство чашники были атакованы конницей Жижки, что привело к разгрому.
Чашники потеряли 1200 человек, все свои повозки и пушки, тогда как оребиты и табориты потеряли только 200 человек. По человеческим потерям битва при Малешове входит в число самых кровопролитных сражений за всю гуситскую войну.
Победа при Малешове укрепила лидирующие позиции Яна Жижки в гуситском движении. В последующие месяцы он превратил тактическую победу в стратегическую. 